# Taifa de Valencia
La Taifa de Valencia o taifa de Balansiya fue uno de los reinos de taifas creados a raíz del fin del Califato de Córdoba en 1010. Duraría hasta el 1238, cuando fue conquistada por Jaime I y pasó a formar parte del cristiano Reino de Valencia.

## Primera taifa

### Régulos eslavos
En los inicios de la Fitna de al-Ándalus (1009-1031) que provocó la caída del Califato de Córdoba, a comienzo del siglo XI, Valencia se convirtió en capital de un reino de taifas, y, por lo tanto, experimentó un importante crecimiento urbanístico.
Los primeros caudillos y creadores de la Taifa fueron Mubárak (Mbárek) y Muzzafar, que reinaron entre 1011-1020, funcionarios que tuvieron cierta independencia y que estaban relacionados con los amiríes (descendientes de Al-Mansur ibn Abi Ámir, más conocido como Almanzor), que llegaron incluso a acuñar moneda.
Tras la desaparición de estos dos régulos, los sucedió Lebil de Tortosa, importante personaje amirí y eslavo como los anteriores régulos. En 1019, por las presiones del rey de la taifa de Denia compartió el poder, aunque finalmente abandonó Valencia y se trasladó a Tortosa. Como representante del partido amirí, eligió como régulo de Valencia a un descendiente de Almanzor que había huido de la caída de Córdoba y se había instalado en Zaragoza. Este regulo sería Abd al-Aziz ibn Ámir.

### La dinastía amirí
En 1021 llegó al trono Abd al-Aziz ibn Ámir (nieto de Almanzor y de Sancho II Abarca) fundando la dinastía amirí en Valencia, que fue el rey que haría de la Taifa de Valencia una de las importantes de la primera mitad del siglo XI. 

Taifa de Valencia

En su política exterior, pasó de tener una buena relación con los reyes de Denia y Baleares a la hostilidad; en sus luchas pidió ayuda a los cristianos (como nieto de Sancho II Abarca). Tuvo guerras contra la taifa de Almería, cuya población le llegó a nombrar rey, pero por poco tiempo.
Durante el reinado de Abd al-Aziz (1021-1061) se construyó una nueva muralla con el propósito de proteger a la población y a aquellos que llegaban de otros lugares de al-Ándalus. Además de las murallas, construyó su almunia (tipo de edificio rural, usualmente una finca de recreo, en zonas musulmanas). El arabista Henri Pérès en su libro Esplendor de al-Ándalus, habla de la belleza y grandiosidad de la finca, que sería conocida como Palacio del Real —del árabe "rahal" (casa de campo)—:

comprendía un gran jardín plantado de árboles frutales y flores y un río que lo atravesaba, y en el centro se encontraba el palacio, con pabellones ricamente decorados, que se abrían al jardín
Henri Pérès

Abd al-Aziz ibn Ámir murió en enero de 1061.

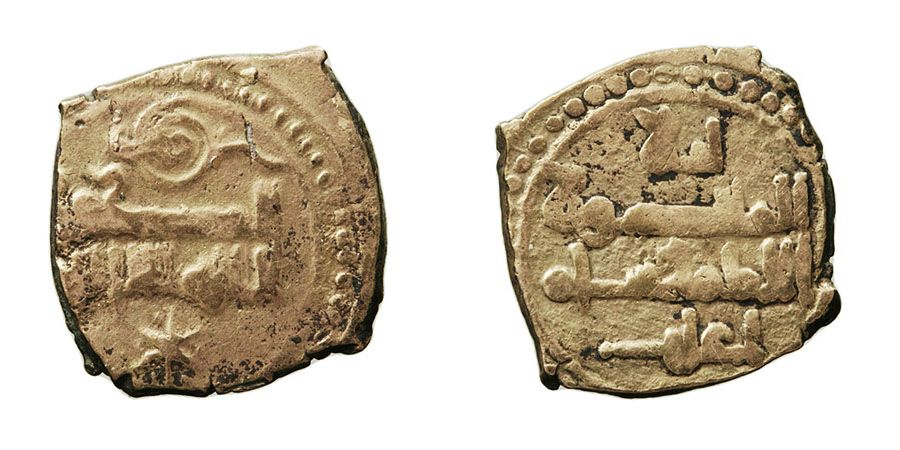
Fracción de dinar de Al-Mamún, rey de la Taifa de Toledo y Valencia.

Le sucedió su hijo Abd al-Málik ben Abd al-Aziz al-Mansur (1061-1064). Como consecuencia de las campañas de Fernando I de León para controlar y cobrar parias, atacó y derrotó a este régulo a pesar de los recursos enviados por su suegro, Al-Mamún de Toledo. Pero el rey castellano-leonés no pudo aprovechar el triunfo; enfermo, tuvo que volver a su corte, donde falleció; lo aprovechó Al-Mamún para destronar al régulo valenciano e incorporar la taifa de Valencia a la de Toledo (1064-1075). 
Tras la muerte de Al-Mamún de Toledo (1075), otro hijo de Abd al-Aziz ibn Ámir ocupó el trono, Abu Bakr ben Abd al-Aziz (1075-1085), pero no llegó a acuñar moneda. Parece que en este momento Valencia gravitó entre las dos taifas más importantes del ámbito septentrional, la taifa de Zaragoza y taifa de Toledo, procediéndose a enlaces matrimoniales con elementos de ambas taifas. A Abu Bakr ben Abd al-Aziz le sustituyó su hijo Uthmán ben Abu Bakr (1085-1086) que reinó poco tiempo. Con él acaba el gobierno de la dinastía amirí en la taifa de Valencia. Uthmán se enfrentó a un hermano hermano suyo, que desempeñaba un importante papel en la gestión de la taifa, lo que debilitó a los amiríes.
Ambicionaba el territorio al-Cádir, el mediocre emir de Toledo, odiado por la población y que se había mantenido en el trono de su taifa únicamente por el apoyo de Alfonso VI. Acabó cediendo Toledo a Alfonso en mayo del 1085 a cambio de la ayuda de este para hacerse con el gobierno de Valencia, teóricamente sometida a Toledo. Al-Cádir marchó primero a Cuenca y, al morir Ben Abd al-Aziz, comenzó a intrigar para hacerse con el poder en Valencia. En febrero del 1086 se presentó ante la ciudad, protegido por tropas musulmanas y, sobre todo, por un contingente castellano al mando de Álvar Fáñez. Tras varios días de titubeo, los notables de la ciudad le abrieron las puertas y lo aceptaron como soberano.

### Otros régulos
Uthmán ben Abu Bakr fue sustituido de la cabeza de la Taifa de Valencia por Alfonso VI y las tropas cristianas, que pusieron en su lugar como rey a al-Cádir (1086-1092), anterior rey de la taifa de Toledo. Todos los señores de la taifa se sometieron a excepción del de Játiva, al que al-Cádir asedió hasta que los sitiados solicitaron el auxilio del emir de Taifa de Tortosa y Denia. Este contratiempo debilitó la posición de al-Cádir: los señores vasallos, que le habían aceptado sin entusiasmo, comenzaron a distanciarse de él, y su visir lo abandonó y se apoderó de Murviedro. El único sostén de al-Cádir eran los soldados castellanos; para sufragar sus sueldos tenía que imponer onerosos impuestos, que atizaron el descontento de la población.
Tras la derrota castellana en Sagrajas, Fáñez se retiró de la ciudad para participar en la defensa del reino castellanoleonés. Esto debilitó a al-Cádir, que se vio cercado en Valencia por el emir de Tortosa y Denia. El soberano valenciano pidió auxilio a Alfonso VI y al emir zaragozano, que no pudieron enviar fuerzas propias, el primero por la delicada situación militar tras la derrota en Sagrajas y el segundo por carecer de las suficientes para intervenir. Lo hizo en lugar de ellos el Cid, con milicianos musulmanes zaragozanos y sus propias mesnadas, que desbarató el asedio del emir de Tortosa. El Cid sustituyó en el papel de protector de al-Cádir a Fáñez.
Taló los territorios de Denia y venció al conde de Barcelona al norte de Valencia; este había acudido en socorro de su protegido, el emir de Tortosa y Denia. Muerto este en el 1090, el Cid quedó como autoridad suprema en la región, y recibió crecidos tributos de Valencia, Tortosa, Lérida, Denia, Albarracín, Alpuente, Murviedro, Jérica, Segorbe y Almenara. Su poder frustraba las ambiciones de los soberanos cristianos peninsulares, que deseaban hacerse con los tributos que recibía el Cid; así, el rey castellanoleonés, el rey aragonés y el conde de Barcelona se aliaron con Pisa y Génova para atacarlo.
En la primera mitad del 1092, fracasó un asalto marítimo a Tortosa, pero el Cid decidió marchar a correr las tierras riojanas de García Ordóñez, su enemigo personal, y evitar enfrentarse a Alfonso VI, que marchaba contra Valencia. Alfonso acabó por retirarse, pero la ausencia del Cid y el avance almorávide, que a finales del verano habían alcanzado Alcira, animaron a la población a rebelarse contra al-Cádir.
Se hizo con el poder el cadí de Valencia Ibn Yahhaf, que mandó asesinar al emir y admitió en la ciudad un pequeño contingente almorávide. Este cadí, Yafar ben Abd Al·lah ben Yahhaf (1092-1094) fue el último rey antes de la ocupación de Valencia por parte del Cid en venganza por la muerte de Al-Cádir. El Cid regresó a Valencia y fue apretando su cerco. Las negociaciones entre los dos bandos condujeron a una tregua firmada en abril del 1093, en la que los valencianos aceptaron duras condiciones del Cid. La paz se rompió cuando llegaron noticias del avance de un ejército almorávide, que alentó a los más hostiles al pacto con los cristianos. El Cid ordenó entonces inundar la huerta valenciana para estorbar la marcha del enemigo que, incomodado por las grandes lluvias del otoño y los problemas de abastecimiento, decidió retirarse. Se reanudó entonces el asedio de la ciudad, mucho más riguroso que el primero y que causó gran escasez en la plaza. Tras fallidos intentos de volver a pactar con el Cid y de obtener socorro de Zaragoza, la ciudad capituló el 15 de junio del 1094.
El Cid, conocedor de la historia y tradiciones del islam, le aplicó a Ben Yahhaf, para deshacerse de él, el mismo procedimiento de castigo llevado a cabo por Mahoma como contra uno de sus enemigos, morir en la hoguera. Infringía así una de las condiciones de la capitulación, que garantizaba la seguridad del cadí.

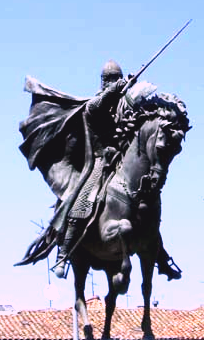
Estatua del Cid.

## El Cid y Jimena (1094-1102)
La Taifa fue conquistada por el Cid en 1094 (entrando en la ciudad el 17 de junio de 1094) como príncipe independiente. El ajusticiamiento de Ben Yahhaf, empero, llevó a una nueva rebelión de la ciudad, hostil en su mayoría a los cristianos. El Cid retomó Valencia por asalto, castigó severamente a los sublevados y reforzó su dominio de la región.
El Cid murió en Valencia el 10 de julio de 1099. Su mujer, Jimena, consiguió defender la ciudad con la ayuda de su yerno Ramón Berenguer III de Barcelona, hasta el año 1101, en el cual el rey Alfonso VI de León considerando las dificultades de defender la ciudad el 4 de mayo de 1102 ordenó la evacuación de la ciudad por parte de los cristianos e incendiándola. El día después, 5 de mayo de 1102 Valencia cayó en poder de los almorávides al mando de su caudillo militar Muḥammad al-Mazdalī.

## Los almorávides (1102-1144)
Tras la muerte del Cid (1099) y del regreso de la viuda Jimena a Castilla (1102), los almorávides se hacen con el poder en Balansiya al mando de Mazdalī, que gobernó la ciudad por un año de manera rigurosa, aunque un año más tarde fue nombrado gobernador de Tremecén, siendo sustituido como gobernador por Abū Abd Allāh Muhammad ibn Fātima, que incorporaría la taifa de Albarracín a los almorávides e incluso prestaría ayuda a Al-Musta'in II de Zaragoza frente a las acometidas de Alfonso el Batallador.
Pero el imperio almorávide entró en decadencia tan rápidamente como se había constituido. Alfonso el Batallador de Aragón había aprovechado la carencia de cohesión de los almorávides para tomar Zaragoza (1118), Calatayud (1121) y Daroca (1122).
Las subidas de impuestos para reforzar las murallas defensivas en distintos sitios del territorio almorávide provocó los primeros disturbios y se puso de manifiesto la disconformidad creciente de al-Ándalus con sus gobernadores almorávides. Uno de ellos fue el alcalde sevillano Alí ibn Majjuz, el cual huyó de al-Ándalus al valle del Ebro, donde pactó una alianza con el rey Alfonso el Batallador para saquear y ocupar la tierra de Valencia, del mismo modo que lo había hecho pocas décadas antes.
Los almorávides respondieron enviando un poderoso ejército recién llegado del norte de África, que se unió a los jinetes africanos de los gobernadores de Córdoba y Murcia con el objetivo perseguir el rebelde Ibn Majjuz y Alfonso I. La batalla tuvo lugar el 1129 en el castillo de los Alcalans (Montserrat), y de allí salieron derrotados los almorávides. Según el poeta hispanomusulmán Ibn al-Abbar, la desastrosa derrota de los Alcalans hizo perder popularidad a los almorávides en al-Ándalus y derivaría en la proclamación de los segundos reinos de taifa en la franja oriental de al-Ándalus (a partir de 1144 en Valencia).
Mientras tanto, en tierras cristianas, en 1134 había muerto Alfonso el Batallador y le había sucedido su hermano Ramiro el Monje; su hija Petronila casó con Ramón Berenguer IV, que gobernó en nombre de su suegro (quien, a pesar de retirarse a un monasterio, conservó la dignidad real hasta su muerte). Durante este tiempo Ramón Berenguer IV tomó Tortosa (1148), Lérida y Fraga (1149) y concertó con Alfonso VII de Castilla el Tratado de Tudilén (1151), por el cual se adjudicaba la futura conquista de Valencia y Murcia a los reyes aragoneses.

### Revuelta local contra los almorávides (1144-1147)

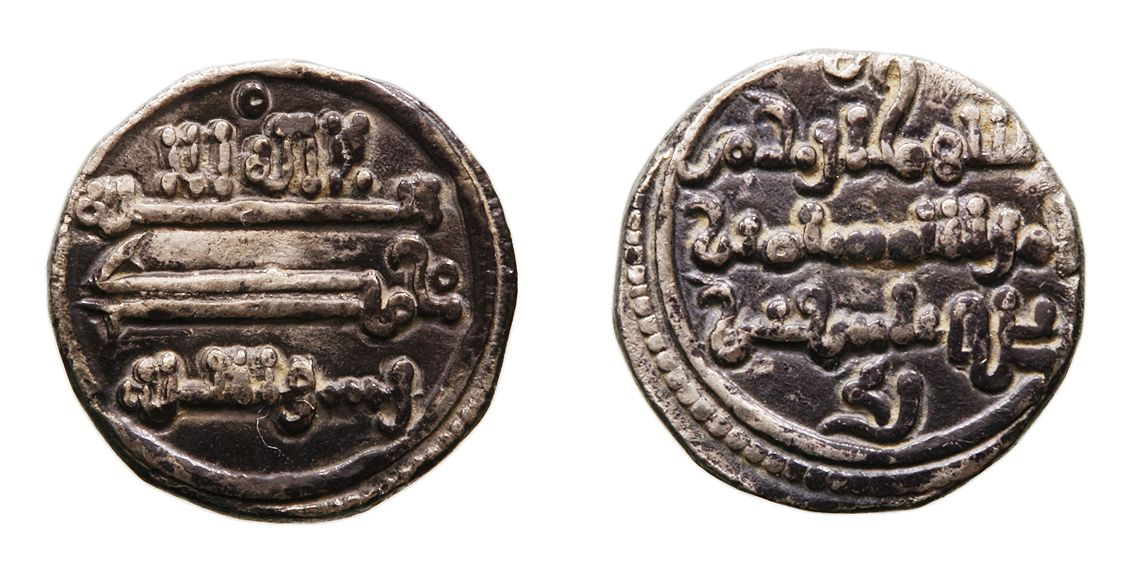
Moneda acuñada por el gobernador almorávide Yahya ibn Ganiya entre 1145 y 1148.

Los aristócratas hispano-árabes iniciaron la revuelta contra los dominadores almorávides, a los cuales consideraban unos intrusos intolerantes que degradaban la anterior cultura refinada de los reinos de taifas andalusíes. La rebelión estalló el 1144, pero como había pasado en todas las anteriores revueltas indígenas andalusíes, carecía de coordinación y las distintas facciones se combatían entre sí, en un periodo de anarquía. La rebelión fue encabezada por Áhmad ibn Hud al-Mustansir, más conocido como Saif ad-Dawla, hijo de Abdelmálik, último rey hudí de la Taifa de Saraqusta. Inducido por su odio a los almorávides, se puso al servicio del rey Alfonso VII de Castilla. Disfrutaba de prestigio entre los andalusíes, como quiera que era el heredero de los Banu Hud.
Al estallar la revuelta, Yahya ibn Ganiya —que había sido gobernador de Valencia— comandaba los almorávides andalusíes, y había situado a su sobrino Abu Muhámmad Abd Al·lah ibn Ganiya como nuevo gobernador de Valencia, ciudad que se sublevó contra los almorávides el 1 de marzo de 1145. El 2 de mayo se hacía con el gobierno de Valencia el cadí Abu Málik Marwán ibn Abd al-Aziz, el cual encargó la defensa de las fronteras al capitán Abd Al·lah ibn Iyad. Este capitán, que reconocía la soberanía de Saif ed-Dawla, poco después se adueñó de Murcia. Mientras tanto, en Valencia Abu Málik Marwán ibn Abd al-Aziz se mostraba incapaz de gobernar y sus soldados se sublevaron y colocaron en su lugar Abd Al·lah ibn Sa'd ibn Mardanish, que ocupaba el cargo de valí de Ibn Iyad de Murcia. 
Saif ad-Dawla entró a Murcia en enero de 1146, como rey de la parte oriental de al-Ándalus, y fue recibido con grandes honores por el gobernador Ibn Iyad. Después Abu Bakr, hijo de Saif ad-Dawla, acompañado del mismo Ibn Iyad, visitó Denia y Valencia, y también fueron recibidos con honores.
Sintiéndose fuerte, Saif ad-Dawla intentó deshacerse de la tutela de los castellanos, pero Alfonso VII de Castilla se había aliado ahora con Ats-Tsagrí, gobernador de Cuenca y rival personal de Saif ad-Dawla. Este último organizó un ejército comandado por el valí Abd Al·lah ibn Sa'd ibn Mardanish y formado por tropas de Valencia, Alicante, Murcia y Lorca, pero fue derrotado por los castellanos en la batalla de Chinchilla el 4 de febrero de 1146. En esta batalla murieron Saif ad-Dawla y Abd Al·lah ibn Sa'd ibn Mardanish. Ibn Iyad sobrevivió, pero fue desposeído de su señorío de Murcia por Ats-Tsagrí, que gobernó de mayo a septiembre de 1146.
Sin embargo, Ibn Iyad fue capaz de reorganizar un ejército con tropas de Valencia, Alicante y Lorca, y marchó a Murcia, donde sabedores de la venida de Ibn Iyad, se sublevaron contra Ats-Tsagrí, que moría en la revuelta. Ibn Iyad hizo la entrada triunfal en Murcia por segunda vez el 13 de septiembre de 1146. Pero un año después moría en una batalla contra los castellanos. El valí que, pese a su juventud, gobernaba Valencia de 1146 a 1147 era Muhámmad ibn Abd Al·lah ibn Sa'd ibn Mardaniš, hijo de Abd Al·lah ibn Sa'd ibn Mardanish, y futuro rey de las taifas de Murcia y Valencia, que sería conocido por los cristianos como el Rey Lobo.

## Segunda taifa (1147-1171)
Los almohades, otro pueblo del norte de África, invadieron al-Ándalus a partir de mediados del  siglo XII. Pero tras la experiencia almorávide, poco afortunada en tierras valencianas, no fueran bien recibidos a la zona oriental de al-Ándalus. En Valencia y Murcia Muhammad ibn Mardanis, más conocido como el Rey Lobo (1147-1172), se hizo pronto con el poder y consiguió resistir el empuje de los almohades hasta un año antes de su muerte (1171). 
Muhammad ibn Mardanis, mercenario de origen incierto, que había nacido en Peñíscola, consideró a Murcia capital de sus estados y nombró a su hermano Abu al-Haŷŷaŷ gobernador de Valencia, cargo en el que estuvo desde 1146 hasta 1186. Frenó los intentos de Aragón y Barcelona por conquistar el Reino musulmán de Valencia, gracias a los tributos que se comprometió a pagar a Ramón Berenguer IV (hasta 1161) para evitar que sus tierras corrieran la misma suerte que Tortosa, Lérida o Almería (las dos primeras conquistadas recientemente por el príncipe de Aragón y conde de Barcelona, 1148 Tortosa y 1149 Lérida y la segunda por Alfonso VII en 1147 con el apoyo aragonés y de la república de Génova), conquistadas recientemente. Comprometiéndose al pago de 100 000 dinares de oro, a cambio de ello Ramón Berenguer IV le apoyaría militarmente. También hizo un pacto con Pisa y Génova de diez años de duración, permitiendo el establecimiento de factorías en Valencia y Denia. Llegó a adquirir la taifa de Guadix y Baza en 1152 que previamente había atacado castellano-leoneses. En 1156-57 se declara vasallo de Alfonso VII entregando este a Ibn Mardanis varias fortalezas.
El Rey Lobo fue un buen guerrero, pero demasiado dilapidador, y exigía demasiados tributos a sus vasallos, de forma que su hermano Abu al-Haŷŷaŷ entregó finalmente la taifa de Valencia/Murcia a los almohades (1171), y continuó él mismo como gobernador hasta su muerte el 1186.

## Los almohades 1172-1228

Estandarte de la Dinastía Almohade.

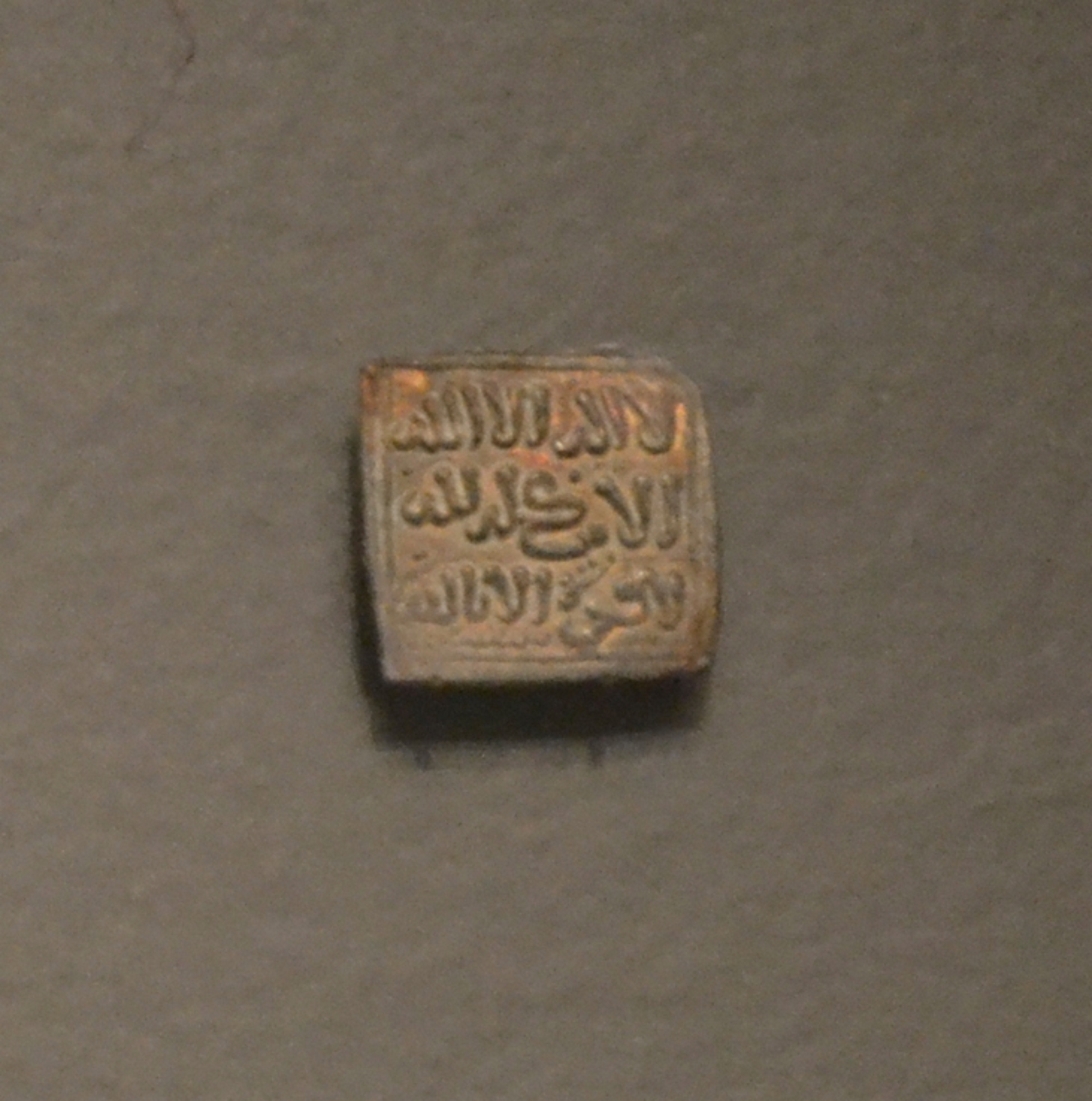
Dírham almohade de Balansiya. Museo de Prehistoria de Valencia.

Aprovechando la inestabilidad que causó la muerte del Rey Lobo, los cristianos intentaron hacerse con Balansiya. Alfonso el Casto conquistó Teruel en 1171, e hizo una incursión a la ciudad de Valencia en 1172, ante la cual Abu al-Haŷŷaŷ, que gobernó hasta el 1186 sometido al califa almohade, le ofreció duplicar el tributo que su hermano le había pagado a los reyes de Aragón.
En 1177 los castellanos tomaron Cuenca con la ayuda de Alfonso el Casto y por el tratado de Cazola se estableció la futura delimitación de las áreas de influencia de Castilla y León y de la Corona de Aragón. En el anterior tratado de Tudilén (1151), toda Valencia hasta Orihuela y la mayor parte de Murcia, debían caer dentro la Corona de Aragón, pero según el nuevo tratado, el área de influencia de Aragón sólo llegaría a la línea Biar-Busot, que en el extremo inferior fue el límite de las conquistas de Jaime I.
El sucesor de Alfonso el Casto, Pedro el Católico, giró sus ansias expansionistas hacia Occitania, aun cuando consiguió poner sitio y conquistar el Rincón de Ademuz en el año 1210. La pérdida de Ademuz afecta a los almohades y es una de las razones que llevan a Muhammad an-Nasir a organizar la expedición que luego daría lugar a la batalla de Las Navas de Tolosa. Dos años más tarde se preparó el gran enfrentamiento entre cristianos y musulmanes. El califa Muhammad an-Nasir organizó una expedición de al-Ándalus y tuvo lugar batalla de Las Navas de Tolosa (1212), que acabó definitivamente con la supremacía musulmana en al-Ándalus. En esta batalla estaban confederados el rey de Castilla Alfonso VIII de Castilla, el de Navarra Sancho VII, el de Portugal, Alfonso II de Portugal, el de Aragón Pedro el Católico, las tropas de las Órdenes Militares de Santiago, Calatrava, Temple y San Juan (Malta), más voluntarios europeos. Los musulmanes estaban capitaneados por Muhammad an-Nasir, hermano del futuro gobernador de Valencia Zayd Abu Zayd. 
El ejército cristiano obtuvo una gran victoria el 16 de julio de 1212. Un año después murió Pedro el Católico en la batalla de Muret, y le sucedió en el trono su hijo Jaime I, que fue proclamado Rey de Aragón y conde de Barcelona en el año 1214, a la edad de seis años. Mientras tanto, Zayd Abu Zayd empezó a reinar en la zona oriental de al-Ándalus, apenas pocos días tras la derrota de las Navas de Tolosa.
Ni los almohades, ni los almorávides habían conseguido fusionar los hispanoárabes con los norteafricanos en una unidad política estable. Apenas establecidos los califas almohades, empezaron a disgregarse sus dominios. La situación de Valencia, ciudad adelantada en la frontera con los cristianos, y muy alejada de la capital almohade, motivó que sus gobernadores, Zayd Abu Abd Al·lah (de 1190 a 1213) y su hijo Zayd Abu Zayd (de 1213 a 1229) —nieto y bisnieto, respectivamente, del califa Abd Al-Mumin, fundador del imperio almohade— pudieron actuar con plena autonomía, e incluso se titularan reyes, aun cuando nunca acuñaron moneda nai negaran su sumisión al emperador almohade.
El 1224 Jaime I pide ayuda a los nobles de la Corona de Aragón para iniciar la conquista de Valencia, desde Teruel, Zayd Abu Zayd pidió una tregua al rey. Este aceptó a cambio de la quinta parte de las rentas de Valencia y Murcia. Para quitar presión, en 1225, decide hacerse vasallo del rey castellano Fernando III. Durante el verano de 1225, Jaime I intentó apoderarse del castillo de Peñíscola, pero los nobles aragoneses le dieron la espalda y fracasó.
Con Zayd Abu Zayd, último gobernador almohade del  Valencia, (gobernador de las regiones de Valencia, Denia, Játiva e indirectamente de Murcia), empieza una rebelión indígena antialmohade a la región de la región oriental de al-Ándalus, encabezada por Ibn Hud al-Djudzaní, que se apoderó de Murcia en 1228 y dominó las regiones de Orihuela, Denia, Gandía, Játiva y Alcira, esto es, la mitad sur de la región de Valencia. Ibn Hud al-Djudzaní sitió también la ciudad de Valencia, pero no pudo tomarla, porque la ciudad y los dominios al norte esta se mantuvieron fieles a Zayd Abu Zayd.  En 1227 Zayd Abu Zayd reconoció a al-Ma´mūn, anterior gobernador de Córdoba y Sevilla, como califa almohade. En 1228 recupera los castillos de Villahermosa y Bejís, plazas del norte valenciano ocupadas anteriormente por los aragoneses.

## Tercera taifa 1228-1238
El pacto entre Jaime I y Zayd Abu Zayd había hecho que muchos musulmanes se pasasen al bando encabezado por el nieto del Rey Lobo, Zayyan ibn Mardanish, natural de Onda, creyendo que Zayd Abu Zayd los había traicionado por abandonar la ley de Mahoma y acercarse a la de Cristo. Dada la presión de Zayyan y sus seguidores, Zayd Abu Zayd abandonó la ciudad de Valencia y se trasladó al norte (Segorbe, Argelita, Castillo de Villamalefa...). Zayyan entró triunfalmente en la ciudad de Valencia en enero de 1229, aunque no llegó a convertirse en rey. Desde Murcia, el rebelde anti-almohade Ibn Hud al-Djudzaní, había sitiado la ciudad de Valencia presionando a Zayyan para que la abandonara, pero una amenaza desde Castilla hizo que Ibn Hud se retirara a Murcia. Todo este desorden en la ciudad de Valencia hizo crecer las ansias de Jaime I por intentar de nuevo la conquista del Reino.
Zayd Abu Zayd, con la intención de recuperar las posesiones que Zayyan le había descuajado, se sumó a la conquista cristiana, y se unió en Calatayud, en 1229, con Jaime I, por ofrecerle ayuda para la conquista de la taifa de Valencia. En este tratado, Zayd Abu Zayd le prometió a Jaime I la cuarta parte de lo que conquistara y algunos castillos estratégicos como fianza del pacto. A cambio, el rey aragonés le dio palabra de ayudarlo y protegerlo contra todos los que atacasen sus posesiones en este reino todavía musulmán.
Antes de iniciar la conquista de la taifa de Valencia, Jaime I conquistó Mallorca, por lo cual durante estos años, tan sólo unos pocos nobles ayudaron Zayd Abu Zayd en el norte. Incapaz de recuperar los castillos perdidos, Abu Zayd tuvo que aceptar un tercer pacto, en 1232, por el cual cedía todas las rentas de la ciudad de Valencia y su huerta. Conquistada Mallorca (1229), en 1232 Jaime I inició la conquista de la taifa de Valencia. Empezó por el Sitio de Burriana, que durara dos meses, cayendo en julio de 1233. Inmediatamente después cayeron todos los castillos al norte de esta ciudad, entonces capital de la Plana, entre los cuales había Peñíscola, Castellón de la Plana, Borriol, Cuevas de Vinromá y Vilafamés.
En aquel momento casi todo el reino estaba en poder de Zayyan, excepto los castillos de Segorbe, Ayódar, Almenara, Puebla de Arenoso, Cirat, Liria, Nules, Onda, Castillo de Villamalefa y algunos otras, que seguían fieles a Zayd Abu Zayd.
En 1236 Zayd Abu Zayd se convirtió al cristianismo, siendo bautizado con el nombre de Vicent Bellvís. El mismo año, cedió todos sus territorios al obispado de Segorbe, en prueba de su conversión. Este mismo año firmó un cuarto y definitivo acuerdo con Jaime I donde se confirmaban los acuerdos anteriores y convertía a toda su dinastía en vasallos de Aragón. 
Derrotado Zayyan por Jaime I en la batalla del Puig de Santa Maria, se hizo fuerte en la ciudad de Valencia. En 1238, Jaime I sitió la ciudad de Valencia ayudado por nobles y por el propio Abu Zayd. Tras cinco meses de asedio, consiguió que Zayyan se rindiera, lo que se aceleró al no recibir la ayuda esperada del sultán de Túnez. Entregó a Jaime I la ciudad el 28 de septiembre de 1238. En los acuerdos de capitulación Zayyan pactó con el rey aragonés su salida y la de los suyos de tierras valencianas, a través del puerto de Cullera, hacia Túnez.

#### Libros
- Bosch Vilá, Jacinto (1990). Los almorávides. Granada: Granada Universidad. ISBN 84-338-1069-3.
- Coscollá, Vicente (2003). Valencia musulmana. Valencia: Carena. ISBN 84-87398-75-8.
- Guichard, Pierre ; Soravia, Bruna; Los reinos de taifas : fragmentación política y esplendor cultural (2005). Editorial Sarriá (Málaga) ISBN 84-95129-92-2
- Guichard, Pierre; Toponimia y geografía musulmana de Valencia. Zaragoza : Anubar, D.L. 1979. ISBN 84-7013-132-X
- Guichard, Pierre (1989). «capítulo 4: los nuevos musulmanes». Historia de España/ 3, al-Ándalus: musulmanes y cristianos (siglos VIII - XIII). Planeta. p. 591. ISBN 9788432083730.
- Huici Miranda, Ambrosio (1970). Historia musulmana de Valencia y su región. Anubar. ISBN 84-7013-031-5.
- Maíllo Salgado, Felipe (1991). Crónica anónima de los reyes de Taifas. Ediciones Akal. ISBN 84-7600-730-2.
- María Jesús Rubiera Mata. El Rey Lobo de Murcia, Ibn Mardanis (1147-1172): promotor de la construcción de alcázares viales.  Imágenes y promotores en el arte medieval : miscelánea en homenaje a Joaquín Yarza Luaces, 2001, ISBN 84-490-2251-7, pags. 191-194
- Peña Pérez Burgos, Francisco Javier: El Cid Campeador: historia, leyenda y mito. Dossoles, 2000, ISBN 84-87528-14-7 reeditado en edición de bolsillo por Planeta-Agostini 2007 ISBN 978-84-674-4581-7
- Reilly, Bernard F; Reconquista y repoblación de la Península. Diario El País, 2007 ISBN 978-84-9815-768-0, reedición de Cristianos y musulmanes (1031-1157). 1992. Crítica. ISBN 84-7423-555-3
- Sanchís Guarner, Manuel (1983). La ciutat de Valencia : (síntesi d'historia i de geografía urbana) (4. ed edición). Ayuntamiento de Valencia. ISBN 84-500-4834-6.
- Tarradell, Miquel, Sanchís Guarner, Manuel. Prehistòria i antiguitat : época musulmana. 1996 1ª ed., 3ª imp. ISBN 84-297-2882-1

#### Revistas
- Rubén-Lot García Lerga, Almudena Ruiz Sánchez: Las acuñaciones monetarias en la Taifa de Valencia (s. XI), Arse: Boletín anual del Centro Arqueológico Saguntino ISSN 0213-8026, N.º 37, 2003, pags.93-124